# Anja Breien
Anja Breien (Oslo, 12 de juliol de 1940) és una directora de cinema i guionista noruega. Una de les figures líders de la indústria cinematogràfica noruega, i una de les primeres dones que va guanyar protagonisme com a escriptora-directora a Noruega, El treball de Breien en ficció i documental explora qüestions socials i polítiques, sobretot els drets de les dones en el context de la societat noruega.

## Carrera
Després de completar els seus estudis en francès a la Universitat d'Oslo, Breien es va graduar a l'escola de cinema francesa Institut des hautes études cinématographiques (IDHEC) el 1964. Va començar a treballar al cinema com a supervisora de guions a la pel·lícula de Nils R. Müller Det store varpet el 1961. També va treballar com a ajudant de direcció a Sult (1966), dirigida per Henning Carlsen i basada en la novel·la de Knut Hamsun.
La primera pel·lícula de Breien com a directora i guionista va ser un curtmetratge el 1967 titulat Vokse opp, seguit del seu curt documental 17. Mai – En film om ritualer (1969), una mirada satírica a la celebració de la Diada Nacional de Noruega. El seu primer llargmetratge va ser Voldtekt, estrenada el 1971 i que va ser elogiada per la crítica, però també va provocar debats a causa de les seves crítiques al sistema de justícia penal noruec.
Posteriorment, Breien va escriure i dirigir Hustruer (1975), que es va convertir en un èxit de taquilla i va rebre elogis de la crítica a tota Escandinàvia. Es va inspirar en una resposta feminista a Husbands de John Cassavetes (1972), i segueix tres dones de trenta anys que abandonen temporalment les seves responsabilitats domèstiques per un dia de llibertat. Breien va continuar escrivint i dirigint dues seqüeles, Hustruer 10 År Etter (1985) i Hustruer 20 År Etter (1996), amb els mateixos personatges deu i vint anys després.
En la seva pel·lícula de 1981 Forfølgelsen, Breien va tornar a criticar la societat patriarcal del seu país d'origen a través de la història d'una dona acusada de bruixeria a la Noruega occidental del 1630. Va participar en la principal competició del 38a Mostra Internacional de Cinema de Venècia.
La seva pel·lícula del 1979 Arven, un drama sobre una família noruega en conflicte per una herència, va ser nominada a la Palma d'Or al 32è Festival Internacional de Cinema de Canes i va acabar guanyant el Premi del Jurat Ecumènic.
Breien ha dirigit la majoria de les pel·lícules produïdes a partir dels seus guions, amb una excepció a Trollsyn (1994) dirigida per Ola Solum.
A més del seu extens treball en cinema de ficció, Breien ha continuat realitzant documentals al llarg de la seva carrera, molts dels quals han estat projectats internacionalment. El seu curt documental Solvorn (1997), construït al voltant d'una sèrie de fotografies preses per l'àvia de Breien, es va projectar al 48è Festival Internacional de Cinema de Berlín.

## Estil
Breien es destaca pel seu enfocament realista de la narració d'històries, el seu ús del rodatge continu i l'ús d'un ritme lent i contemplatiu. Voldtekt (1971) utilitza una tècnica de narració no cronològica i s'ha comparat amb Nader i Simin, una separació d'Asghar Farhadi (2011).

## Filmografia
- Jezidi (2009)
- Uten tittel (2005)
- Å se en båt med seil (2000)
- Solvorn (1997)
- Hustruer III (1996)
- Smykketyven (1990)
- Papirfuglen (1985)
- Hustruer – ti år etter (1985)
- Forfølgelsen (1981)
- Arven (1979)
- Den allvarsamma leken (1977)
- Hustruer (1975)
- Voldtekt (1971)
- Dager fra 1000 år (1970)

## Premis i nominacions
| Any  | Festival                                     | Premi                                  | Pel·lícula                  | Resultat  |
| ---- | -------------------------------------------- | -------------------------------------- | --------------------------- | --------- |
| 1979 | Festival de Canes                            | Premi del Jurat Ecumènic               | Arven (1979)                | Guanyador |
| 1979 | Festival de Canes                            | Palma d'Or                             | Arven (1979)                | Nominat   |
| 1984 | Festival Internacional de Cinema de Chicago  | Hugo de Plata                          | Papirfuglen (1984)          | Guanyador |
| 2001 | Festival Internacional de Cinema de Berlín   | Prix UIP Berlin                        | Å se en båt med seil (2001) | Guanyador |
| 2001 | Festival mundial de curtmetratges de Toronto | Millor curtmetratge d'acció en directe | Å se en båt med seil (2001) | Guanyador |